# Nottingham Forest Football Club 2025-2026
Questa voce raccoglie le informazioni riguardanti il Nottingham Forest Football Club nelle competizioni ufficiali della stagione 2025-2026.

## Stagione
La stagione 2025-2026 è la 160ª stagione del club e la quarta stagione consecutiva in Premier League. Oltre a disputare il massimo campionato inglese, il Forest partecipa anche alla FA Cup e alla League Cup in ambito nazionale; all'Europa League in ambito europeo, tornando a disputare una competizione continentale dopo 30 anni dall'ultima volta, quando giocò la Coppa UEFA 1995-1996.

## Divise e sponsor
Lo sponsor tecnico, per la stagione 2025-2026, è Adidas, mentre gli sponsor ufficiali sono il main sponsor Kaiyun Sports, importante piattaforma sportiva digitale asiatica, e lo sleeve sponsor Ideagen, gruppo inglese specializzato nella creazione di software, per tutte le divise.
| Casa | Trasferta | Third |

## Rosa
Rosa e numerazione sono aggiornati al 16 agosto 2025.
| N. |                           | Ruolo | Calciatore            |
| -- | ------------------------- | ----- | --------------------- |
| 3  | Galles (bandiera)         | D     | Neco Williams         |
| 4  | Brasile (bandiera)        | D     | Morato                |
| 5  | Brasile (bandiera)        | D     | Murillo               |
| 6  | Costa d'Avorio (bandiera) | C     | Ibrahim Sangaré       |
| 7  | Inghilterra (bandiera)    | A     | Callum Hudson-Odoi    |
| 8  | Scozia (bandiera)         | C     | Elliot Anderson       |
| 9  | Nigeria (bandiera)        | A     | Taiwo Awoniyi         |
| 10 | Inghilterra (bandiera)    | C     | Morgan Gibbs-White    |
| 11 | Nuova Zelanda (bandiera)  | A     | Chris Wood            |
| 14 | Svizzera (bandiera)       | A     | Dan Ndoye             |
| 15 | Francia (bandiera)        | A     | Arnaud Kalimuendo     |
| 16 | Argentina (bandiera)      | C     | Nicolás Domínguez     |
| 17 | Germania (bandiera)       | A     | Eric da Silva Moreira |
| 19 | Brasile (bandiera)        | A     | Igor Jesus            |
| 20 | Portogallo (bandiera)     | A     | Jota                  |
| 21 | Canada (bandiera)         | C     | Omari Hutchinson      |
| 22 | Inghilterra (bandiera)    | C     | Ryan Yates (capitano) |

| N. |                           | Ruolo | Calciatore        |
| -- | ------------------------- | ----- | ----------------- |
| 23 | Brasile (bandiera)        | D     | Jair Cunha        |
| 24 | Inghilterra (bandiera)    | C     | James McAtee      |
| 25 | Nigeria (bandiera)        | A     | Emmanuel Dennis   |
| 26 | Belgio (bandiera)         | P     | Matz Sels         |
| 27 | Inghilterra (bandiera)    | D     | Omar Richards     |
| 28 | Scozia (bandiera)         | P     | Angus Gunn        |
| 30 | Costa d'Avorio (bandiera) | D     | Willy Boly        |
| 31 | Serbia (bandiera)         | D     | Nikola Milenković |
| 32 | Nuova Zelanda (bandiera)  | C     | Marko Stamenic    |
| 33 | Brasile (bandiera)        | P     | Carlos Miguel     |
| 34 | Nigeria (bandiera)        | D     | Ola Aina          |
| 36 | Angola (bandiera)         | D     | David Carmo       |
| 38 | Inghilterra (bandiera)    | A     | Josh Bowler       |
| 44 | Inghilterra (bandiera)    | D     | Zach Abbott       |

## Calciomercato

### Sessione estiva(dall'1/7 all'1/9)
| Acquisti         | Acquisti           | Acquisti        | Acquisti                    |
| R.               | Nome               | da              | Modalità                    |
| ---------------- | ------------------ | --------------- | --------------------------- |
| C                | Omari Hutchinson   | Ipswich Town    | definitivo (43,4 milioni €) |
| A                | Dan Ndoye          | Bologna         | definitivo (42 milioni €)   |
| A                | Arnaud Kalimuendo  | Rennes          | definitivo (30 milioni €)   |
| C                | James McAtee       | Manchester City | definitivo (25,5 milioni €) |
| A                | Igor Jesus         | Botafogo        | definitivo (19 milioni €)   |
| D                | Jair Cunha         | Botafogo        | definitivo (12 milioni €)   |
| P                | Angus Gunn         | Norwich City    | gratuito                    |
| Altre operazioni |                    |                 |                             |
| R.               | Nome               | da              | Modalità                    |
| D                | David Carmo        | Olympiacos      | fine prestito               |
| D                | Andrew Omobamidele | Strasburgo      | fine prestito               |
| C                | Marko Stamenic     | Olympiacos      | fine prestito               |
| P                | Matt Turner        | Crystal Palace  | fine prestito               |
| D                | Omar Richards      | Rio Ave         | fine prestito               |
| D                | Jonathan Panzo     | Rio Ave         | fine prestito               |
| D                | Tyler Bindon       | Crystal Palace  | fine prestito               |

| Cessioni         | Cessioni           | Cessioni        | Cessioni                    |
| R.               | Nome               | da              | Modalità                    |
| ---------------- | ------------------ | --------------- | --------------------------- |
| A                | Anthony Elanga     | Newcastle Utd   | definitivo (61,4 milioni €) |
| C                | Danilo             | Botafogo        | definitivo (23 milioni €)   |
| A                | Ramón Sosa         | Palmeiras       | definitivo (12,5 milioni €) |
| D                | Andrew Omobamidele | Strasburgo      | definitivo (10,5 milioni €) |
| P                | Matt Turner        | Olympique Lione | definitivo (8milioni €)     |
| P                | Carlos Miguel      | Palmeiras       | definitivo (5,5 milioni €)  |
| C                | Lewis O'Brien      | Wrexham         | definitivo (3,47 milioni €) |
| D                | Harry Toffolo      | Charlotte FC    | prestito                    |
| D                | Jonathan Panzo     | Rio Ave         | gratuito                    |
| D                | Tyler Bindon       | Sheffield Utd   | prestito                    |
| C                | Marko Stamenic     | Swansea City    | prestito                    |
| Altre operazioni |                    |                 |                             |
| R.               | Nome               | da              | Modalità                    |
| D                | Álex Moreno        | Aston Villa     | fine prestito               |

## Risultati

### Premier League
| Arbitro: | Bankes |

|                          |           |                        |
| Wood 5’, 45+2’ Ndoye 42’ | Marcatori | 78’ (rig.) Igor Thiago |

| Londra 24 agosto 2025, ore 14:00 WEST 2ª giornata | Crystal Palace | – referto | Nottingham Forest | Selhurst Park |

| West Bridgford 31 agosto 2025, ore 14:00 WEST 3ª giornata | Nottingham Forest | – referto | West Ham Utd | City Ground |

| Londra 13 settembre 2025, ore 12:30 WEST 4ª giornata | Arsenal | – referto | Nottingham Forest | Emirates Stadium |

| Burnley 20 settembre 2025, ore 15:00 WEST 5ª giornata | Burnley | – referto | Nottingham Forest | Turf Moor |

| West Bridgford 27 settembre 2025, ore 17:30 WEST 6ª giornata | Nottingham Forest | – referto | Sunderland | City Ground |

| Newcastle upon Tyne 7ª giornata | Newcastle Utd | – referto | Nottingham Forest | St James' Park |

| West Bridgford 8ª giornata | Nottingham Forest | – referto | Chelsea | City Ground |

| Bournemouth 9ª giornata | Bournemouth | – referto | Nottingham Forest | Vitality Stadium |

| West Bridgford 10ª giornata | Nottingham Forest | – referto | Manchester Utd | City Ground |

| West Bridgford 11ª giornata | Nottingham Forest | – referto | Leeds Utd | City Ground |

| Liverpool 12ª giornata | Liverpool | – referto | Nottingham Forest | Anfield |

| West Bridgford 13ª giornata | Nottingham Forest | – referto | Brighton | City Ground |

| Wolverhampton 14ª giornata | Wolverhampton | – referto | Nottingham Forest | Molineux Stadium |

## Statistiche

### Statistiche di squadra
| Competizione   | Punti | In casa | In casa | In casa | In casa | In casa | In casa | In trasferta | In trasferta | In trasferta | In trasferta | In trasferta | In trasferta | Totale | Totale | Totale | Totale | Totale | Totale | DR |
| Competizione   | Punti | G       | V       | N       | P       | Gf      | Gs      | G            | V            | N            | P            | Gf           | Gs           | G      | V      | N      | P      | Gf     | Gs     | DR |
| -------------- | ----- | ------- | ------- | ------- | ------- | ------- | ------- | ------------ | ------------ | ------------ | ------------ | ------------ | ------------ | ------ | ------ | ------ | ------ | ------ | ------ | -- |
| Premier League | 3     | 1       | 1       | 0       | 0       | 3       | 1       | -            | -            | -            | -            | -            | -            | 1      | 1      | 0      | 0      | 3      | 1      | +2 |
| FA Cup         |       | -       | -       | -       | -       | -       | -       | -            | -            | -            | -            | -            | -            | -      | -      | -      | -      | -      | -      | -  |
| League Cup     |       | -       | -       | -       | -       | -       | -       | -            | -            | -            | -            | -            | -            | -      | -      | -      | -      | -      | -      | -  |
| Europa League  |       | -       | -       | -       | -       | -       | -       | -            | -            | -            | -            | -            | -            | -      | -      | -      | -      | -      | -      | -  |
| Totale         | -     | 1       | 1       | 0       | 0       | 3       | 1       | -            | -            | -            | -            | -            | -            | 1      | 1      | 0      | 0      | 3      | 1      | +2 |

### Andamento in campionato
| Giornata  | 1 | 2 | 3 | 4 | 5 | 6 | 7 | 8 | 9 | 10 | 11 | 12 | 13 | 14 | 15 | 16 | 17 | 18 | 19 | 20 | 21 | 22 | 23 | 24 | 25 | 26 | 27 | 28 | 29 | 30 | 31 | 32 | 33 | 34 | 35 | 36 | 37 | 38 |
| --------- | - | - | - | - | - | - | - | - | - | -- | -- | -- | -- | -- | -- | -- | -- | -- | -- | -- | -- | -- | -- | -- | -- | -- | -- | -- | -- | -- | -- | -- | -- | -- | -- | -- | -- | -- |
| Luogo     | C |   |   |   |   |   |   |   |   |    |    |    |    |    |    |    |    |    |    |    |    |    |    |    |    |    |    |    |    |    |    |    |    |    |    |    |    |    |
| Risultato | V |   |   |   |   |   |   |   |   |    |    |    |    |    |    |    |    |    |    |    |    |    |    |    |    |    |    |    |    |    |    |    |    |    |    |    |    |    |
| Posizione |   |   |   |   |   |   |   |   |   |    |    |    |    |    |    |    |    |    |    |    |    |    |    |    |    |    |    |    |    |    |    |    |    |    |    |    |    |    |

Legenda:

Luogo: C = Casa; T = Trasferta. Risultato: V = Vittoria; N = Pareggio; P = Sconfitta.